# Tocantinia mira
Tocantinia mira är en amaryllisväxtart som beskrevs av Pierfelice Ravenna. Tocantinia mira ingår i släktet Tocantinia och familjen amaryllisväxter. Inga underarter finns listade i Catalogue of Life.